# Melaloncha ruinensis
Melaloncha ruinensis är en tvåvingeart som beskrevs av Brown 2006. Melaloncha ruinensis ingår i släktet Melaloncha och familjen puckelflugor. Inga underarter finns listade i Catalogue of Life.